# 前野恵
前野 恵（まえの めぐみ、1976年8月22日 - ）は、大阪府出身の女優。グリーンメディア所属。
身長161cm。血液型A型。趣味は映画鑑賞、日本舞踊。特技は乗馬、中国語。

## 出演

### 映画
- 同じ月を見ている（2005年） - ナース 役
- 僕の中のオトコの娘（2012年） - 高橋美菜子 役
- 僕は友達が少ない（2013年） - ステラ 役
- D坂の殺人事件（2015年） - 鈴木妙子 役
- ××× KISS KISS KISS （2015年） - 美由紀 役
- 木屋町DARUMA（2015年） - 水原夫人 役
- 陽光桜 -YOKO THE CHERRY BLOSSOM-（2015年） - 看護師 役
- 魔性尻 おまえが欲しい（2020年2月21日、オーピー映画）[2]- ミツコ 役

### テレビドラマ
- 土曜ワイド劇場（テレビ朝日）
  - 北多摩署・蟹沢刑事の特捜事件ファイル（2007年） - バイオリンの生徒 役
  - 失踪調査人・港亮介（2008年） - 一之瀬映子 役
- 下流の宴（2011年、NHK総合） - 母親 役
- ソドムの林檎〜ロトを殺した娘たち（2013年、WOWOW）
- 金曜プレステージ 「女検視官・江夏冬子2」（2013年、フジテレビ） - 八木和美 役
- グッドパートナー 無敵の弁護士（2016年、テレビ朝日） - 柿内萌子 役
- 相棒 season15 第6話（2016年11月16日、テレビ朝日） - 三ツ門りお 役
- 日曜プライム 逆転報道の女 FINAL（2020年） ‐ 市野真由美
- 35歳の少女 第1話（2020年10月10日、日本テレビ） - リハビリスタッフ 役
- 監察医 朝顔 第2シリーズ 第1話（2020年11月2日、フジテレビ） - 佐藤絵梨の母 役
- やんごとなき一族 第2話（2022年4月28日、フジテレビ） - 日本舞踊生徒A 役
- ペンディングトレイン-8時23分、明日 君と 第2話（2023年4月28日、TBS） - 江口冴子 役
- ラストマン-全盲の捜査官- 最終話（2023年6月25日、TBS） - 「鶴之井」の従業員 役

### テレビ番組
- 玉の輿に乗ったのにその後どん底に落ちた女たちSP（2014年、テレビ朝日） - 真行寺君枝 役
- 解決!ナイナイアンサー（2014年、日本テレビ） - 春一番の妻 役

### 舞台
- TRASHMASTERMIND（2004年）
- マクベス（2004年） - 侍女 役 ※デビュー作
- メルティングポット（2004年） - 姉さん 役
- trashtandard（2004年）
- 夢の海賊（2005年）
- 恋とグァテマラ〜後藤珈琲店物語〜（2006年） - 三上 役
- マクベス（2006年） - マグダフ夫人 役
- ハムレット（2007年） - 旅役者 役
- マクベス（2007年） - 侍女 役
- ミッドナイトフラワートレイン〜夜汽車は何処へ〜（2007年） - 女将 役
- 朝・江戸の酔醒（2007年）
- マクベス（2007年） - マグダフ夫人 役
- ナツヤスミ語辞典 21世紀版（2008年） - アゲハの母 役
- 愛を語るにはまだ早い（2009年）
- もうひとつだけ（2010年） - 川島春菜 役
- おだやかに にぎやかに（2010年）
- 明日はあるのか?（2011年）
- 民宿チャーチの熱い夜9（2011年）
- きっと。そしてずっと。（2011年）
- 希望的観測（2012年）
- 民宿チャーチの熱い夜10（2012年）
- 元禄ヨシワラ心中（2012年）
- Ocean's Diary 約束の記憶（2013年）
- 民宿チャーチの熱い夜11（2013年）
- 人は愛さずにはいられない（2013年）
- 大奥春秋 -御広敷伊賀者、身分卑しき者なれど-（2014年）
- 画廊とナイフ（2015年）
- 黒くて紅い華（2015年）
- ルキアの使い手（2015年）
- 浜松城 家康の愛（2015年） - 井伊直虎 役
- 鹿骨町2186（2015年）
- 直虎（2016年） - 慶 役
- 大遺作（2025年公演予定）[3]

### CM
- Panasonicリフォーム 夢が叶う 吉田鋼太郎篇2（2016年） - 主婦 役

### スチール
- アプラン（2010年）